# 로쿰

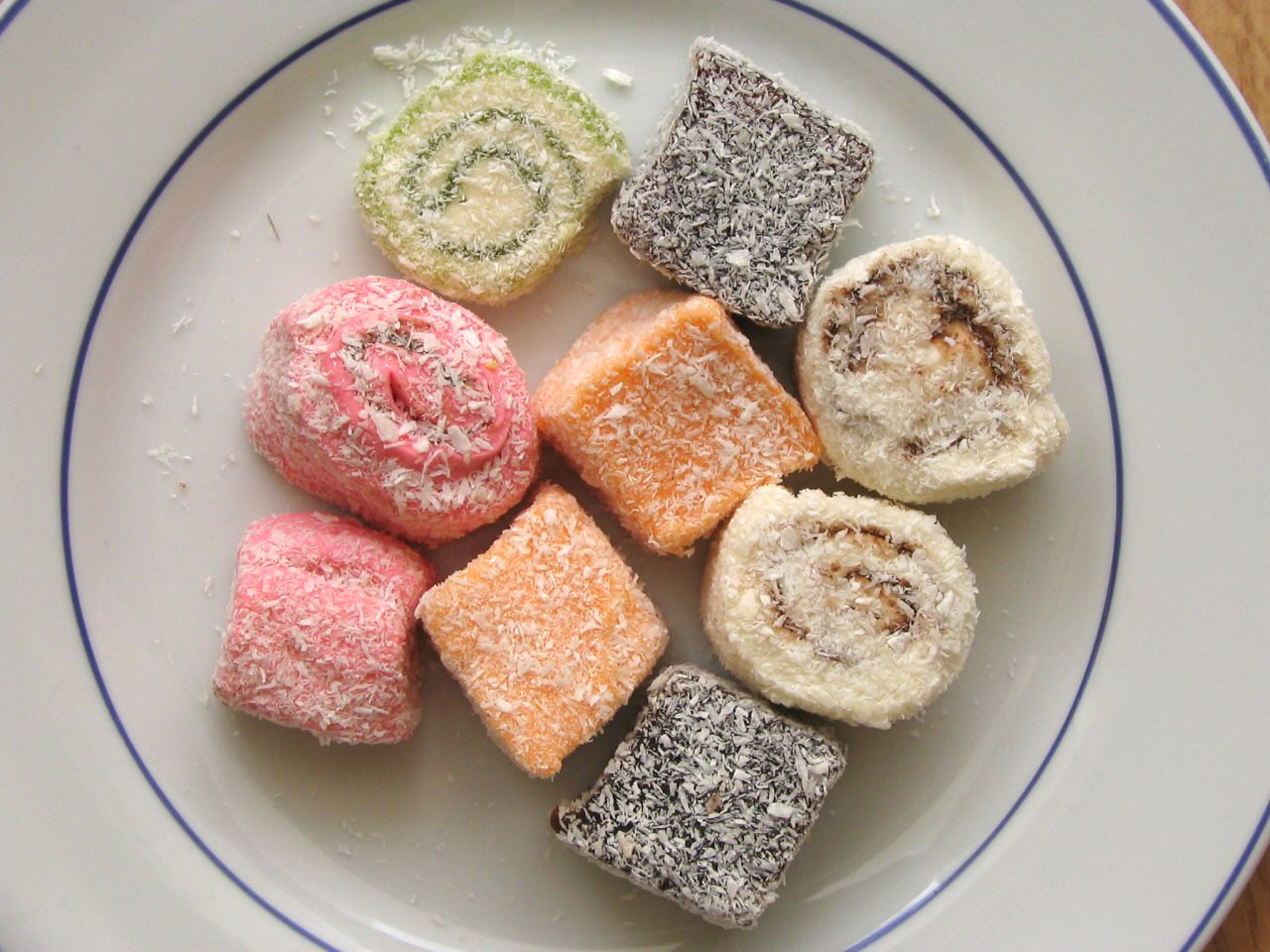
로쿰

로쿰(튀르키예어: lokum)은 즐넛, 코코넛)를 더해 만든 터키의 과자이다. 발칸반도, 그리스 등지에도 알려져 있다. 영어로는 터키시 딜라이트(영어: Turkish delight)라고 한다.

## 같이 보기
- 할와
- 모찌
- 튀르키예 요리
- 마롱 글라세